# Brandenburger Tor (Altentreptow)

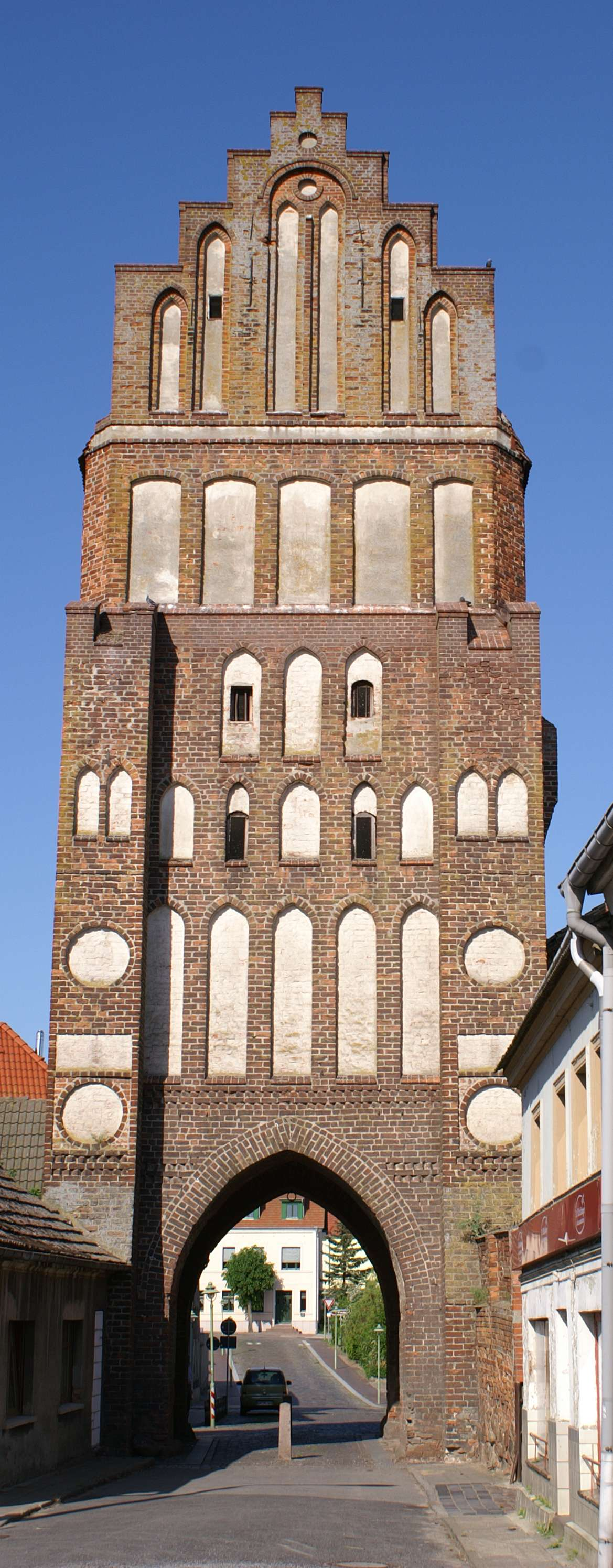
Brandenburger Tor

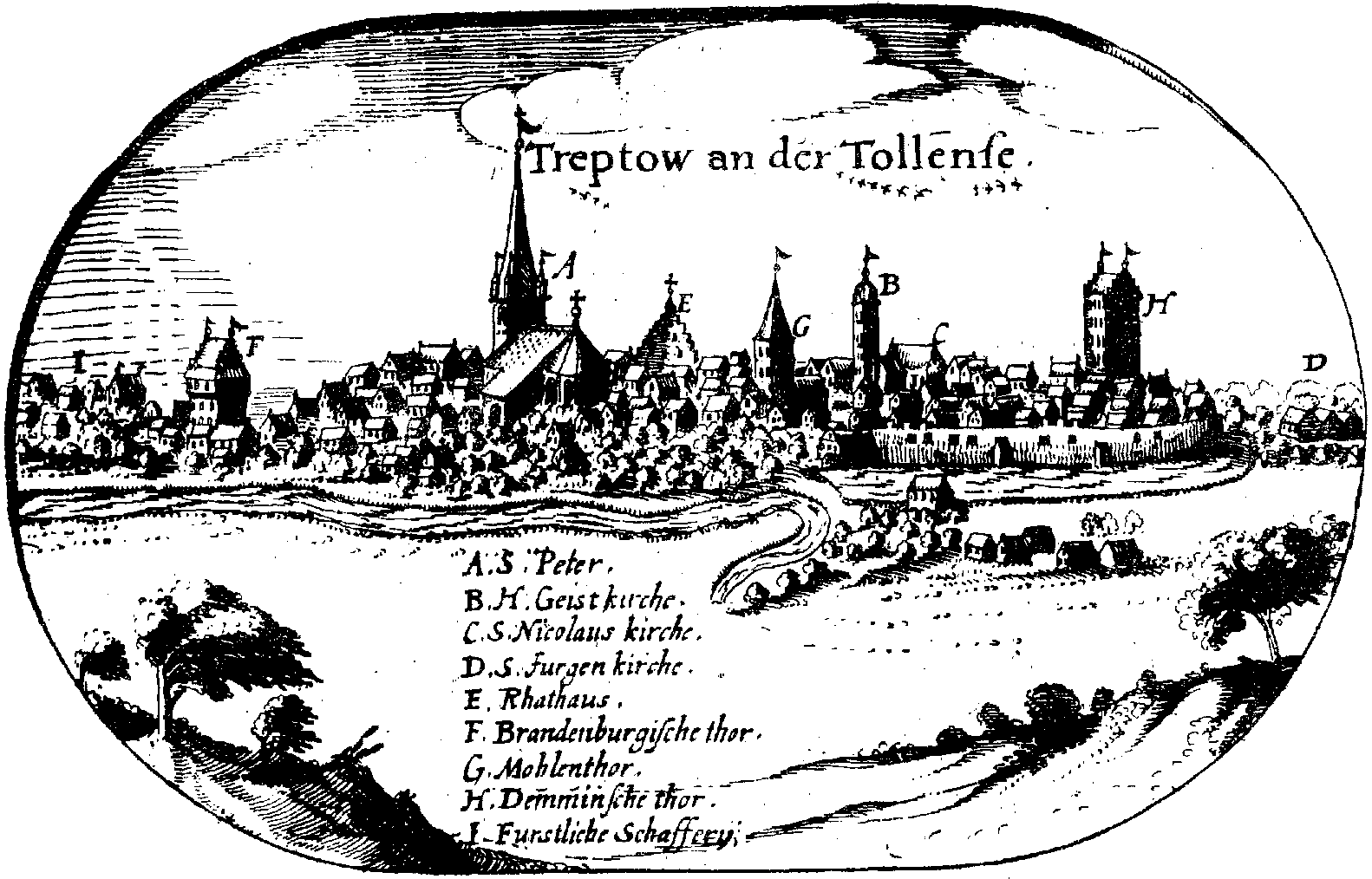
Lubinius: Ansicht von 1618
Links das Brandenburger Tor (F)

Das  Brandenburger Tor, auch Neubrandenburger Tor, in Altentreptow ist ein gotisches Stadttor und eines von ursprünglich drei Toren der Stadtmauer, welche die Stadt umgab. 

## Geschichte
Um 1450 entstand die Stadtmauer von Altentreptow mit seinen drei Stadttoren. Stadtmauer und der ergänzende Wall wurden nach dem Dreißigjährigen Krieg nach und nach abgetragen. Erhalten blieben das südliche Brandenburger Tor und das Demminer Tor, damals noch mit einem hohen Turm. Das Mühlentor wurde 1844 abgerissen.
Das Brandenburger Tor, auch Neubrandenburger Tor genannt, besteht aus Backsteinen. Ein Staffelgiebel prägt die Vorderseite. Feldseitig (also außen) stützen Fallgatterpfeiler den fünfstöckigen Turm bis zum dritten Geschoss. Es diente durch seine Höhe und die Grenzlage der Stadt zu Mecklenburg auch als Wachturm. Das Tor mit seiner spitzbogigen Durchfahrt und dem Turm ist ein fünfstöckiger Backsteinbau mit Satteldach. Der typische Backsteinbau erhielt an den oberen Stockwerken an allen Seiten einen Blendenschmuck.
Das Stadttor diente später als kleines Gefängnis. 1895 wurde das Gefängniswesen modernisiert und direkt neben dem Tor entstand ein Anbau, der bis 1929 Gerichtsgefängnis war. In dem Anbau kamen nun Wohnungen. Um 1984 wurde eine stabilisierende Geschossdecke eingebaut. Das Gebäude diente nun für kulturelle Zwecke.
Das Tor befindet sich im Süden der Stadt in der Rudolf-Breitscheid-Straße. Fritz Simiot schrieb nach 1945 über das Tor das Gedicht „Am alten Brandenburger Tor“. 
Denkmalschutz
Die Reste der Stadtbefestigung mit Neubrandenburger Torturm, Demminer Torturm, Stadtmauer und Wallanlage stehen unter Denkmalschutz (Siehe Liste der Baudenkmale in Altentreptow, Nr. 83.)